# Amsteldijk (Amstelveen)

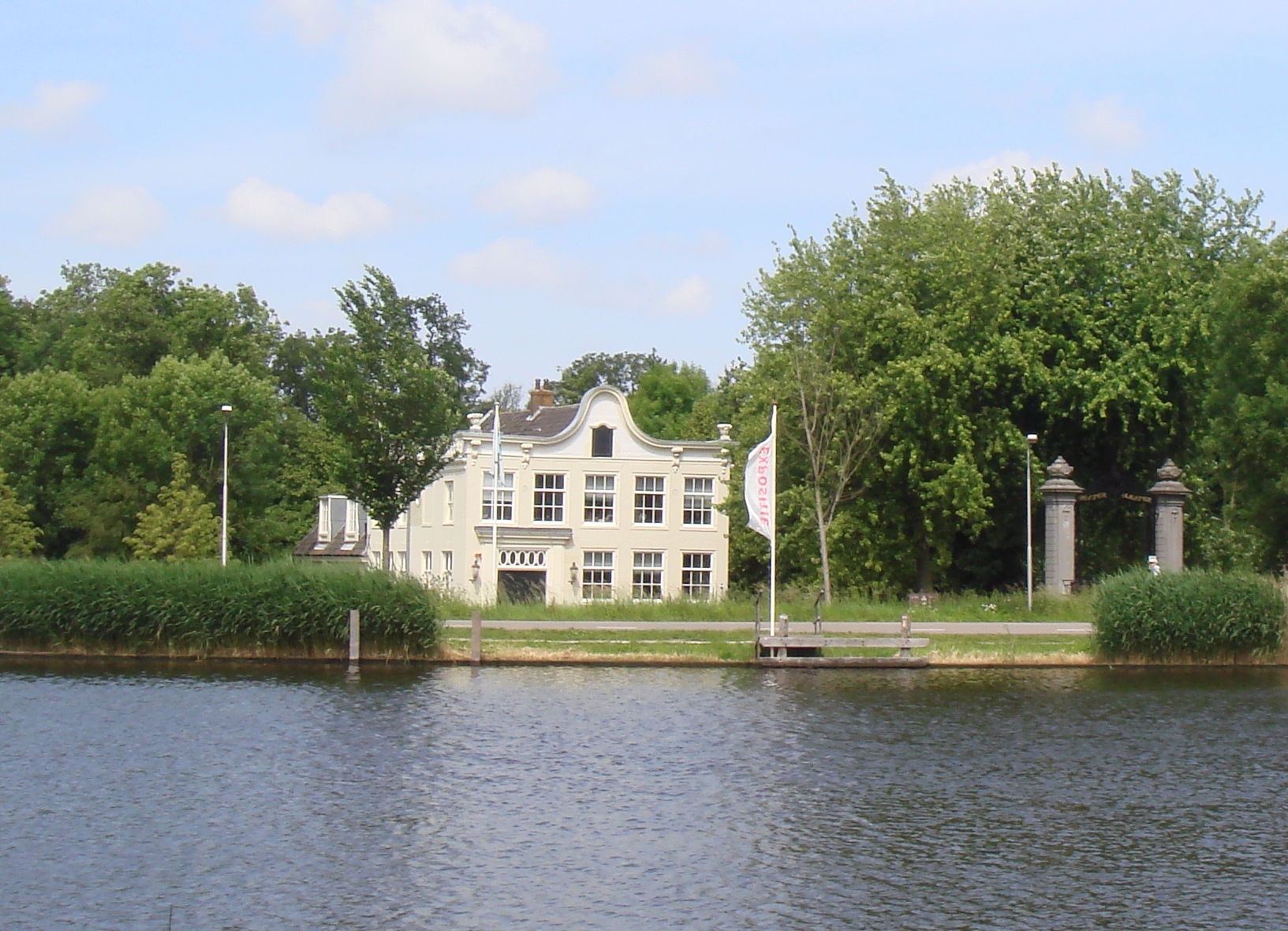
Wester-Amstel, buitenplaats aan de Amsteldijk-Noord

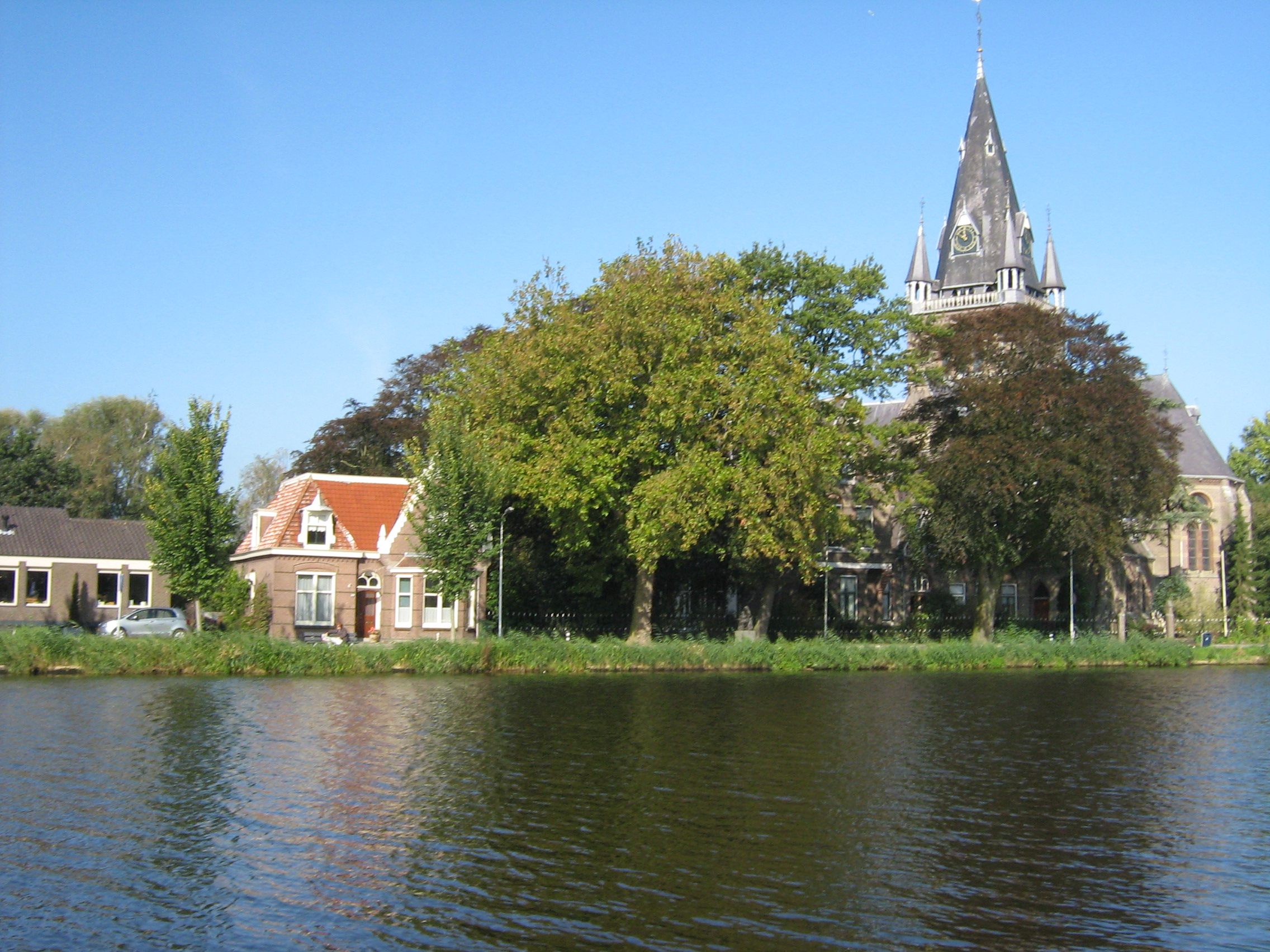
Nes aan de Amstel met Urbanuskerk, Amsteldijk-Zuid

De Amsteldijk (Amstelveen) is de dijk langs de rivier de Amstel in de gemeente Amstelveen in de provincie Noord-Holland.
De dijk ligt aan de westzijde, de linkeroever, van de Amstel, die de oostgrens van Amstelveen vormt.
Aan de dijk ligt de Amstelveense buurtschap Ouderkerk, tegenover het in de gemeente Ouder-Amstel gelegen dorp Ouderkerk aan de Amstel.  Hier was de kruitfabriek De Oude Molen gevestigd.
Het deel van de dijk ten noorden van de brug over de Amstel in Ouderkerk (Oranjebaan/Burg Stramanweg) heeft de straatnaam Amsteldijk-Noord, direct ten zuiden van de brug is een stukje met de naam Amstelzijde en het zuidelijke deel heet Amsteldijk-Zuid.
Aan de Amsteldijk-Noord liggen onder meer de buitenplaatsen Wester-Amstel en Oostermeer. Ten noorden hiervan gaat bij de Kalfjeslaan de Amstelveense Amsteldijk-Noord over in de Amsterdamse Amsteldijk.
De Amsteldijk-Zuid vormt de oostgrens van de Bovenkerkerpolder.  Aan de dijk liggen de buurtschap De Zwarte Kat, het einde van de Nesserlaan en het dorpje Nes aan de Amstel met de monumentale Sint-Urbanuskerk. 
Ten zuiden van Nes gaat de Amstelveense Amsteldijk-Zuid over in de Uithoornse Amsteldijk-Noord.
Het merendeel van de Amsteldijk ligt in het Groengebied Amstelland waarvan het kantoor gevestigd is op Wester-Amstel.

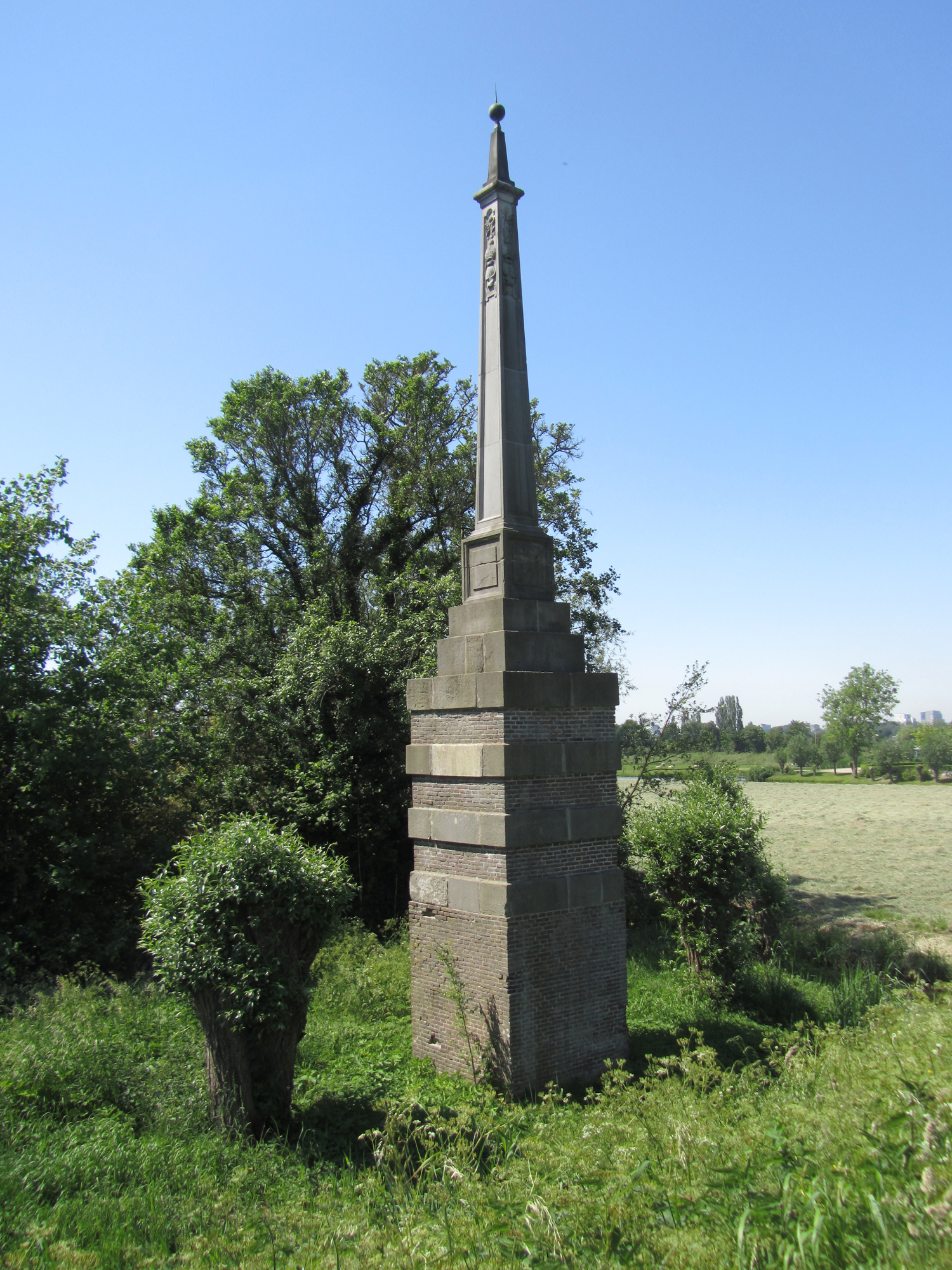
Amsterdamse banpaal, aan Amsteldijk-Noord
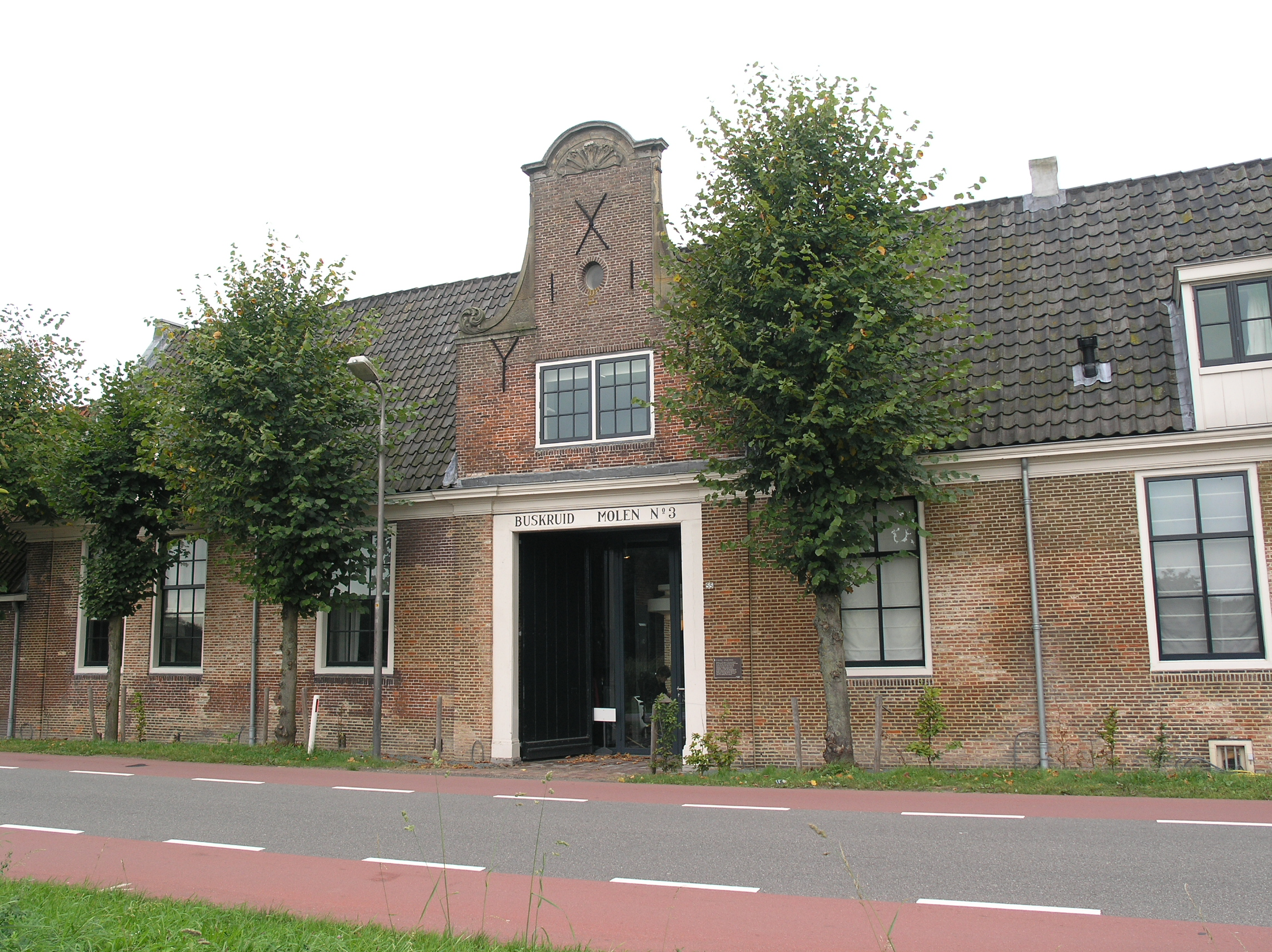
Kruitmolen in Ouderkerk
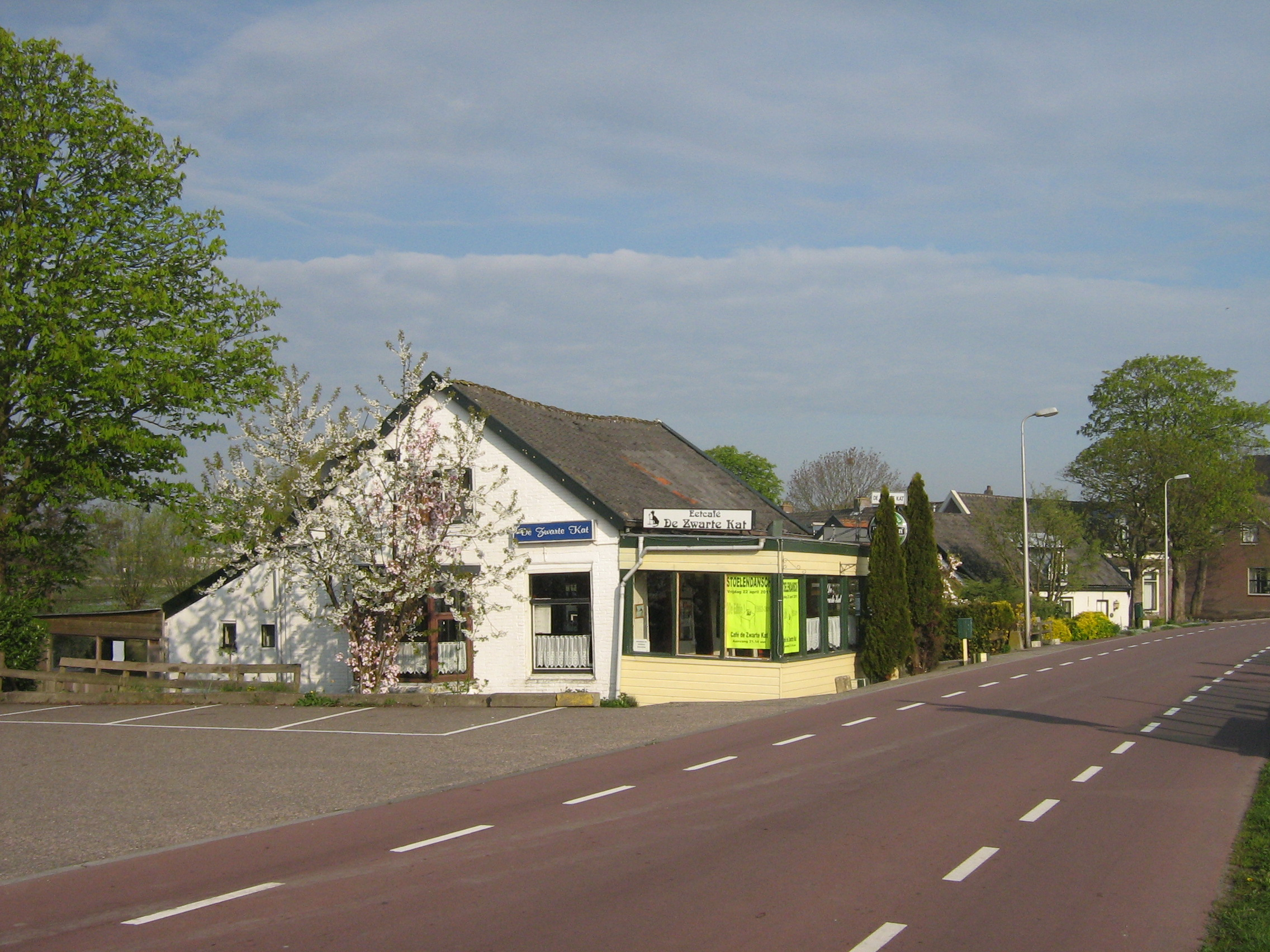
café De Zwarte Kat, Amsteldijk-Zuid